# أونا م. ريان
أونا م. ريان (بالإنجليزية: Una M. Ryan)‏ (مواليد 1966) هي عالِمة كيمياء حيوية من إيرلندا، تبحث في الطفيليات والعوامل المعدية في أستراليا، حيث تعيش. وهي أستاذة مساعدة في كلية العلوم البيطرية والطبية الحيوية بجامعة مردوخ. في عام 2000، حصلت على جائزة فرانك فينر لعلماء الحياة لهذا العام من رئيس وزراء أستراليا لعملها في طريقة عزل تشخيص الطفيليات.

## السيرة الذاتية
ولدت أونا ريان في إيرلندا عام 1966 وأكملت دراستها الجامعية في علم الحيوان في جامعة كلية دبلن عام 1988. في العام التالي، انتقلت إلى أستراليا وبدأت العمل في جامعة مردوخ. واصلت ريان دراستها وحصلت على الدكتوراه عام 1996 في علم الطفيليات، مع تخصص في الطفيليات الأولية. قام بحثها بتحليل الانتقال ووبائيات طفيليات الأمراض المعدية، التي ركزت في البداية على الكريبتوسبوريديوم، وهو طفيل أولي يسبب الإسهال وفي الحالات الصعبة يمكن أن يؤدي إلى الوفاة. يعتبر الكريبتوسبوريديوم والجيارديا من أكثر الطفيليات انتشاراً التي تسبب مخاطر على الصحة العامة من خدمات المياه في الدول المتقدمة، وذلك بسبب تلوث مناطق مستجمعات المياه بواسطة الماشية. طورت ريان اختباراً للتحقق مما إذا كانت الطفيليات موجودة في عينات المياه وما إذا كانت غير موجودة، وذلك في حالة النوعين الضارين بالإنسان. قدمت في جميع أنحاء العالم على تسجيل براءة اختراع لطريقة الحمض النووي الخاصة بها لتشخيص الكريبتوسبوريديوم، وحصلت على جائزة فرانك فينر لعالم الحياة لهذا العام، وهي واحدة من جوائز الوزير وأعلى جائزة منحت من قبل رئيس وزراء أستراليا للاعتراف بمساهمات العلماء. في إحدى الدراسات، أظهرت نتائجها الأولية أن الخراف، رغم أنها تساهم في تلوث المياه، فهي ليست مساهماً كبيراً في الطفيليات التي تصيب البشر. تعمل ريان أستاذة مساعدة في كلية العلوم البيطرية والطبية الحيوية ومحاضرة في الكيمياء الحيوية بجامعة مردوخ.

## الأعمال المختارة
- جيفريز، ريان، ريان، أونام، موهلنيكل، كارل ج. إروين، بيتر ج. (نيسان 2003). «نوعان من الكلاب البوليسية في أستراليا: الكشف والتوصيف بواسطة تفاعل البوليميراز المتسلسل (PCR)». مجلة الطفيليات.
- شياو، ليهوا، ريان، أونا م (تشرين الأول 2004). «الكريبتوسبوريديوس: تحديث في علم الأوبئة الجزيئي» (PDF). الرأي الحالي في الأمراض المعدية.
- ريان، أونا م، باور، ميشيل، شياو، ليهوا (كانون الثاني - شباط 2008). الكريبتوسبوريديوم فيري ان (معقدات القمة: الكريبتوسبوريديوم) من الكنغر الأحمر (كنغر جنس جرابي في عائلي كبيرة مؤلفة من ثلاثة أجيال فرعية)، مجلة مكروبيولوجيا حقيقية النواة.
- ريان، أونا (2010). مرجعة أدبية لمياه الكريبتوسبوريديوم. أديلايد، أستراليا: أستراليا لأبحاث المياه المحدودة
- ريان، أونا (2014). مراجعة أدبية لكريبتوسبوريديوم. لندن: IWA للنشر.